# Montoliu (Aude)
|  | Per a altres significats, vegeu «Abadia de Montoliu». |

Montoliu (francès: Montolieu) és un municipi del departament de l'Aude a la regió francesa d'Occitània.
 Des de l'any 2012, forma part de la "Fédération des villes, des cités du livre en France". És doncs una de les nou viles del llibre de França.